# ムスタンジド
ムスタンジド（1124年 - 1170年12月20日）は、アッバース朝の第32代カリフ（在位：1160年 - 1170年）。

## 生涯
第31代カリフ・ムクタフィーの子。1160年、父の死で跡を継いだ。税の軽減と悪法の取り消しを行ったが、私領地の特権を廃してハラージュ地に戻したために、国内のシーア派から恨みを買った。1170年に難病にかかると、重臣たちのクーデターによって風呂場で絞殺された。
ムスタンジドの時代に2人の人間が宰相（ワズィール）を務めた。治世の前半は父の時代からのワズィール、イブン・フバイラに国政について諮り、父の代からの変わらぬ忠誠を称えた。1165年にフバイラが没した後、ワーシトの監察官から宰相に抜擢したイブン・アルバラディーを重用した。政務の権限を委ねられたアルバラディーは強大な権力を持ったが、次代のムスタディーの即位に伴い処刑された。

## 関連文献
- 『岩波イスラーム辞典』（岩波書店、2002年2月） - アッバース朝の歴代カリフの系図が収録されている